# سان فيليو دي غيكسولس
بلدية سانت فيليو دي غيشولس (بالكاتالانية وبالإسبانية: Sant Feliu de Guíxols) هي بلدية تقع في مقاطعة جرندة التابعة لمنطقة كتالونيا شمال شرق إسبانيا.

## الديموغرافيا
بلغ عدد سكان بلدية سان فيليو دي غيكسولس 21.814 نسمة عام 2011 (وفقاً للمعهد الوطني الإسباني للإحصاء).
| 17.779 | 18.067 | 18.994 | 20.318 | 21.155 | 21.877 | 21.814 |

## توأمة
لسان فيليو دي غيكسولس اتفاقيات توأمة مع كل من:
- فربانيا
- ميندلهايم
- شفاتس
- East Grinstead [الإنجليزية]‏
- بور دوبياج [الإنجليزية]‏
- Nueva Trinidad [الإنجليزية]‏

## أعلام
- أريول بوسكيت
- مارك كروساس